# Sergueï Botcharov
Pour les articles homonymes, voir Botcharov.
Sergueï Botcharov (en russe : Серге́й Гео́ргиевич Бочаро́в), né le 10 mai 1929 à Moscou et mort dans la même ville le 6 mars 2017, est un critique et historien littéraire soviétique puis russe. Membre de l'Union des écrivains soviétiques à partir de 1968.

## Biographie
Sergueï Botcharov termine en 1951 la faculté de philologie à l'université d'État de Moscou avec le diplôme de candidat en sciences philologiques (avec une dissertation présentée en 1956 : « Analyse psychologique dans la satire»). Il est l'élève de Mikhaïl Bakhtine.
À partir de 1956, il est collaborateur scientifique auprès de l'Institut de littérature Gorki.
Il devient membre du comité de rédaction de l'Académie Alexandre Pouchkine (Maison Pouchkine à Saint-Pétersbourg), de l'Académie Nicolas Gogol (Institut de littérature Gorki), de l'« Encyclopédie des écrivains russes de 1800 à 1917 » (édition Grande encyclopédie russe), membre de la revue « Questions de littérature » et de la revue «Novy Mir».
Il est l'auteur de plus de 350 publications scientifiques. Parmi celles-ci, des études sur les classiques russes tels Alexandre Pouchkine, Ievgueni Baratynski, Léon Tolstoï, Nicolas Gogol, Fiodor Dostoïevski, des articles sur Andreï Platonov, Constantin Léontiev, Vladislav Khodassevitch, des essais sur (Mikhaïl Bakhtine).
Il est lauréat du prix « Pensée littéraire » (1995), du prix de la revue « Novy Mir » (1999), du prix du Nouveau Pouchkine (2006), du Prix Alexandre Soljenitsyne (2007).
Il est enterré au cimetière Mitinskoe à Moscou.

## Travaux les plus significatifs
- Botcharov / Бочаров С. Г., La Guerre et la Paix de L Tolstoï / Роман Л. Толстого «Война и мир», М., «Художественная литература»,‎ 1963 (Выдержала ещё четыре издания в 1971, 1978, 1987 и переиздана позже в Санкт-Петербурге).
- Botcharov/Бочаров С. Г., Poésie de Pouchkine /Поэтика Пушкина. Очерки, М., «Наука»,‎ 1974
- Botcharov/Бочаров С. Г., artistes mondiaux. Cervantes, Pouchkine, Gogol, Dostoïevski / Сервантес, Пушкин, Баратынский, Гоголь, Достоевский, Толстой, Платонов, М., «Советская Россия»,‎ 1985
- (ru) Botcharov/Бочаров С. Г., Sujets de littérature russe /Сюжеты русской литературы, М., Âzyki russkoj kulʹtury/Языки русской культуры,‎ 1999, 626 p. (ISBN 5-88766-037-6)
- Botcharov/Бочаров С. Г., et Irina Sourat /Сурат, Ирина Захаровна, Pouchkine/ Пушкин. Краткий очерк жизни и творчества, М., «Языки русской культуры»,‎ 2002 (ISBN 5-94457-032-6)
- (ru) Botcharov/Бочаров С. Г., Sujets philologiques/ Филологические сюжеты, М., Языки русской культуры,‎ 2007, 653 p. (ISBN 978-5-9551-0167-5 et 5-9551-0167-5)